# 道孚虎耳草
道孚虎耳草（学名：[Saxifraga lumpuensis] 错误：{{Lang}}：文本有斜体标记（帮助））为虎耳草科虎耳草属下的一个种。

## 扩展阅读
維基物種上的相關：道孚虎耳草